# 에브리띵 (소프트웨어)
에브리띵(Everything)은 이름별로 파일과 폴더를 빠르게 찾을 수있는 마이크로소프트 윈도우용 검색 유틸리티다. 무료 소프트웨어 라이센스로 배포되며 원저작자 표시를 조건으로 수정 및 상업적 재배포가 가능하다.

## 개요
윈도우 검색과 달리 에브리띵은 처음에 컴퓨터에 있는 모든 파일과 폴더를 보여준다. 검색 필터를 입력하는 것도 가능하다. 파일과 폴더 이름만 색인하며 일반적으로 색인화하는데 수초가 걸린다. 윈도우 10 설치 직후 약 12만개 파일을 색인하는데 약 1초가 걸린다. 파일 100만 개의 경우 약 1분 가량이 걸린다. content: 검색 함수로 파일 내용도 검색할 수 있다. 종료 중에도 파일 변경 사항은 업데이트되어 실행시 즉각 반영된다. NTFS 색인은 Everything을 서비스로 돌리거나 관리자 권한으로 실행해야 가능하다.